# Knut Kircher
Knut Kircher, né le 2 février 1969 à Tübingen, est un arbitre de football allemand. Il dirige des matches de Bundesliga depuis 2001, et est arbitre de la FIFA depuis 2004. Il a officié sa première rencontre internationale le 8 septembre 2004, entre Andorre et la Roumanie.  